# 京都市立二条城北小学校
京都市立二条城北小学校（きょうとしりつ にじょうじょうきたしょうがっこう）は、京都市上京区にある公立小学校。

## 沿革
1869年（明治2年）に出水小学校の前身である「上京第十四番組小学校」と、待賢小学校の前身である「上京第十七番組小学校」が開校。
少子化による児童の減少に伴い、1997年（平成9年）に出水小学校と待賢小学校が統合し、二条城北小学校が開校した。校舎は旧出水小学校のものを使用している。
待賢小学校の校舎は閉校後、地元の区民運動会の時以外にはあまり使用されなかったが、現在は「京都市発達障害者支援センター かがやき」が使用している。